# Setor quaternário
O setor quaternário ou terciário superior  da economia é uma expansão da hipótese dos três setores de Colin Clark e Jean Fourastié. Basicamente inclui atividades como geração e compartilhamento de informação (computação e tecnologia da informação), telecomunicações, educação, pesquisa e desenvolvimento, planejamento, consultoria e outros serviços baseados no conhecimento.
Tradicionalmente, as atividades econômicas são classificadas em três setores: primário (agricultura, pecuária e atividades extrativas), secundário (indústria) e terciário (comércio e serviços). Entretanto, muitos estudiosos consideram que as atividades da chamada era pós-industrial não se adaptam muito bem a esse esquema e propõem a introdução de um quarto setor para incluir as atividades intelectuais, tais como geração e troca de informação, educação, pesquisa e desenvolvimento de tecnologias da informação e da comunicação e a alta tecnologia em geral - atividades anteriormente incluídas no setor terciário como serviços.
Os defensores do quarto setor argumentam que os serviços intelectuais não podem ser meramente considerados como parte do terciário, pois têm características muito diferentes. Os trabalhadores devem ser altamente qualificados e os investimentos em pesquisa e inovação no caso dessas atividades são muito maiores. Para as empresas, assim como para os governos, o conhecimento é considerado como um recurso estratégico de agregação de valor e como elemento de competição política e econômica. (Araújo, 1995; Borges, 1995; Conselho..., 1998; Malin, 1994).
No entanto, diferentes autores propõem definições não inteiramente coincidentes para esse novo setor.
Segundo uma primeira definição, o setor quaternário agrupa as atividades de produção do saber e da comunicação e repousa sobre a propriedade intelectual. Para a economista francesa Michèle Debonneuil, trata-se de um setor econômico que conjuga o setor secundário e o terciário, cujos produtos não são nem bens nem serviços, mas "novos serviços que incorporam bens", tais como a disponibilização temporária de bens, de pessoas ou de combinações de bens e de pessoas.
Marc Porat, em sua tese doutoral The Information Economy: Definition and Measurement, constata o inchaço do setor terciário e propõe que algumas atividades tais como as ligadas a lazer, cultura e comunicações, sejam incluídas no setor quaternário. Além disso propõe que todas as atividades relacionadas com informação e conhecimento eventualmente incluídas nos setores primário, secundário e terciário da economia, passem a ser classificadas no setor quaternário.
O setor quaternário se destaca, principalmente, em países desenvolvidos uma vez que requer mão de obra bastante qualificada. Não impressiona dizer que Coreia do Sul, Japão, EUA e Inglaterra estão nas mais altas posições. Somente neste último país, o terceiro e o quarto setor são responsáveis por 76 % dos empregos formais.
Um grande contraste ocorre na Índia, um país onde 300 milhões de pessoas vivem com menos de US$1,00 por dia, apresenta um desenvolvimento extraordinário no setor de tecnologia da informação. Por ter uma mão de obra abundante, barata e que fala inglês, grandes empresas mundiais, como Amazon.com, tem seus call centers sediados lá. E não é só isso: os indianos dominam o ramo de processamento de dados, montagem e programação de grandes redes de serviço de informática. Por essa razão, das 500 empresas listadas na revista Fortune como as maiores do mundo, 125 têm seus centros de pesquisa e desenvolvimento na Índia. Em 2005, o país exportou em conhecimento o equivalente a três vezes todas as exportações brasileiras de soja e derivados.
Alguns autores afirmam que a competição econômico-política futuramente dar-se-á não mais pela quantidade de produto físico (matéria-prima ou manufaturados) de uma economia, mas pelo conhecimento técnico-científico gerado e transformado em mercadoria. A informação será o bem econômico mais valioso.